# Бастнезит
Бастнези́т — назва ряду мінералів із мінерального класу «карбонати та нітрати» (раніше «карбонати, нітрати та борати»).

## Загальний опис
Усі бастнезити кристалізуються в гексагональній кристалічній системі із загальним складом (Ce, La, Nd, Y)[(F, OH)|CO3], отже містять рідкісноземельні метали із групи лантаноїдів церій, лантан, неодим та ітрій на додаток до карбонатного комплексу, а також йони фтору або гідроксид-йони як додаткові аніони. Тому бастнезити також називають фтор-карбонатами лантаноїдів.
У природі завдяки утворенню змішаних кристалів бастнезити завжди виявляються у зв'язку з двома або більше рідкісними землями. На сьогодні Міжнародною мінералогічною асоціацією (IMA) визнані лише кінцеві члени змішаних серій із таким ідеалізованим складом, які зведені до групи бастнезиту:
- Бастнезит-(Ce) Ce[F|CO3]
- Базнезит-(La) — La[F|CO3]
- Бастнезит-(Nd) — Nd[F|CO3]
- Базнезит-(Y) — Y [F|CO3]
- Гідроксилбастнезит-(Ce) — Ce[(OH)|CO3]
- Гідроксилбастназит-(La) — La[(OH)|CO3]
- Гідроксилбастнезит-(Nd) — Nd[(OH)|CO3]

Торбастнезит (ThCa[F|CO3]2·3H2O) також входить до групи бастнезиту.
Формула: Се[СО3](F, OH) або 6[(Ce, La)FCO3]. Характерний мінерал гідротермальних родовищ, зв'язаний з лужними породами.
Склад (%): TR2O3 — 73,5; F — 8,5; CO2 — 19,8. Домішки: лантан і церієві лантаноїди, ітрій та ітрієві лантаноїди, вода. Сингонія гексагональна. Колір жовтий, червонуватий, бурий. Прозорий. Твердість 4–5. Густина 4,9–5,2.

## Поширення
Зустрічається з баритом, кальцитом, флюоритом. Бастнезит — головне сировинне джерело для отримання церію і його сполук. Найбільше родовище — Маунтін-Пасс (США).
Бастнезит гідроксилистий — відміна з карбонатитів Кольського півострова, яка містить гідроксил (до 4,07 % H2O).
Збагачується гравітаційними методами; при тонкій вкрапленості — флотацією з використанням жирних кислот.